# Arne Stigsen
Arne Stigsen (født 28. august 1945 i Kølsen ved Viborg, død 23. juli 2015 i Viborg) var en dansk langdistanceløber, som løb for Viborg AF i hele karrieren og bl.a. vandt DM-guld i maraton.
Arne Stigsen vandt flere DM-titler bl.a. på 10.000 meter i 1975, 20 og 30 km landevej samt DM i maraton i Aarhus i 1977. I 1973 blev han næstbedste dansker ved det første VM i cross country i Waregem i Flandern. I Copenhagen Marathon blev han vinder af den første udgave i 1980 i tiden 2:19,27. Han vandt Søndersøløbet 13 gange i træk fra 1971-1983.
Arne Stigsens personlige rekord på maraton 2:17,07 satte han i Europas ældste maratonløb, Košice Peace Marathon i Slovakiet, i oktober 1980. 

## Ekstern henvisning
- Dødsfald: Arne Stigsen, 69 Arkiveret 18. august 2016 hos  Wayback Machine